# Martinius Nielsen
Martinius Nielsen, nato Martinus Valdemar Nielsen (Copenaghen, 23 gennaio 1859 – Fredensborg, 10 luglio 1928), è stato un attore teatrale e regista danese.

## Biografia
Figlio di un fabbricante di candele, Christian Nielsen (1821–1890) e di Kirstine Marie f. Petersen (1828–1886), studiò al Borgerdydskolen di Copenaghen. Iniziò a lavorare in teatro nel 1880, debuttando sul palcoscenico il 6 novembre al Casino. Nel 1884, seguì la primadonna, Oda Nielsen (che sarebbe diventata sua moglie), al Dagmarteatret. Presto passò alla gestione teatrale e, dal 1897, divenne anche regista. Dal 1902 al 1905, gestì oltre al Dagmarteatret anche il Casino, potendo vantare nel proprio organico i nomi degli attori più rilevanti del teatro danese.
Nielsen lavorò anche per il cinema pur se, come attore, girò solo due film: nel 1910, interpretando il ruolo del protagonista in Kean, dove fu diretto da Holger Rasmussen, e nel 1913, Den hemmelige traktat, per la regia di Alfred Lind. Come regista, diresse circa una ventina di pellicole.

### Vita privata
Il 31 maggio 1884, aveva sposato Oda Nielsen, popolare attrice teatrale. Il loro matrimonio durò fino alla morte di lui, il 10 luglio 1928. La figlia Kay Nielsen (1886–1957) fu una nota pittrice e illustratrice che lavorò anche per la Disney, firmando come scenografa alcune scene di Fantasia.

## Filmografia

### Regista
- Gidslet (1914)
- Gentlemansekretæren (1916)
- Selskabsdamen (1916)
- Stakkels Meta (1916)
- En Skilsmisse (II) - cortometraggio (1916)
- En Skilsmisse
- Hendes ungdomsforelskelse (1916)
- Den sorte Kugle (1917)
- Midnatssjælen (1917)
- Naar Hjertet sælges (1917)
- Lykketyven (1918)
- Tidens Barn (1918)
- Den grønne Bille (1918)
- Prøvens Dag (1918)
- Prinsens Kærlighed (1919)
- En Skuespillers Kærlighed (1920)
- Republikaneren (1923)

### Attore
- Kean, regia di Holger Rasmussen - cortometraggio (1910)
- Den hemmelige traktat, regia di Alfred Lind (1913)